# マルガリタ・スタルケヴィチューテ
マルガリタ・スタルケヴィチューテ（Margarita Starkevičiūtė、1956年3月15日 - ）は、リトアニアの政治家。自由中道同盟に所属。

## 経歴
1956年3月15日、ソヴィエト連邦、ロシア共和国エニセイスク生まれ。1978年ヴィリニュス大学卒業。2004年から2009年まで欧州議会議員を務めた。